# Seliverst Zhogin
Seliverst Evdokimovich Zhogin (en ruso: Селиверст Евдокимович Жогин, Prochnokópskaya, óblast de Kubán, Imperio ruso, 1912-Oziorni, óblast de Ternopil, República Socialista Soviética de Ucrania, 16 de julio de 1944) fue comandante de la sección de Infantería antitanque del 520.º regimiento del 167.ª División de Infantería de Sumy-Kiev del 38.º Ejército del Primer frente de Ucrania, Héroe de la Unión Soviética.
Nació en Prochnokópskaya, en el actual raión de Novokubansk del krai de Krasnodar, en Rusia, entonces Imperio ruso, en una familia de campesinos cosacos. Desde principios de la década de 1920, vivía en el óblast de Sverdlovsk, trabajando en un koljoz. Entró en el Ejército Rojo en septiembre de 1941. Entró en combates de la Gran Guerra Patria en julio de 1942. Fue artillero y comandante de pelotón de una compañía de cañones antitanque. Luchó en el Frente de Vorónoezh, el Primer y Segundo Frente de Ucrania. Luchó en el Don, en la batalla de Vorónezh, en la batalla de Kursk, en la liberación de la margen izquierda de Ucrania, en la batalla del Dniéper, en la liberación de Kiev (en la que destruyó cinco tanques enemigos), en el cerco de Korsun-Cherkasy y en la ofensiva Lvov-Sandomierz. Fue herido dos veces en el transcurso de estos combates.
Recibió la condecoración de Héroe de la Unión Soviética el 10 de enero de 1944. Murió en combate durante un contraataque de los blindados cerca de Oziorni, en el óblast de Ternopil, en la República Socialista Soviética de Ucrania. Fue enterrado en una fosa común en Zbóriv.

## Condecoraciones
- Héroe de la Unión Soviética[1]
- Orden de Lenin
- Orden de la Bandera Roja
- Orden de la Guerra Patria